# Фонд Ротарі
Фонд Ротарі — неприбуткова корпорація, що підтримує зусилля Ротарі Інтернешнл домогтися світового взаєморозуміння та миру в рамках міжнародних гуманітарних, освітніх та культурних програм обміну. Фонд підтримується виключно за рахунок добровільних внесків ротарійців і друзів Фонду, які поділяють його бачення кращого світу. 
Фонд Ротарі було створено у 1917 році шостим президентом Ротарі Інтернешнл Арчем Кламфом (англ. Arch C. Klumph) як фонд, що фінансується за рахунок пожертв. Метою діяльності фонду є «творіння добра у світі». З моменту створення фонд розрісся із 26,50 доларів першого внеску до більше ніж 55 мільйонів доларів.
Головний офіс фонду у місті Еванстон у штаті Ілліной.

## Програми

### Ліквідація поліомієліту

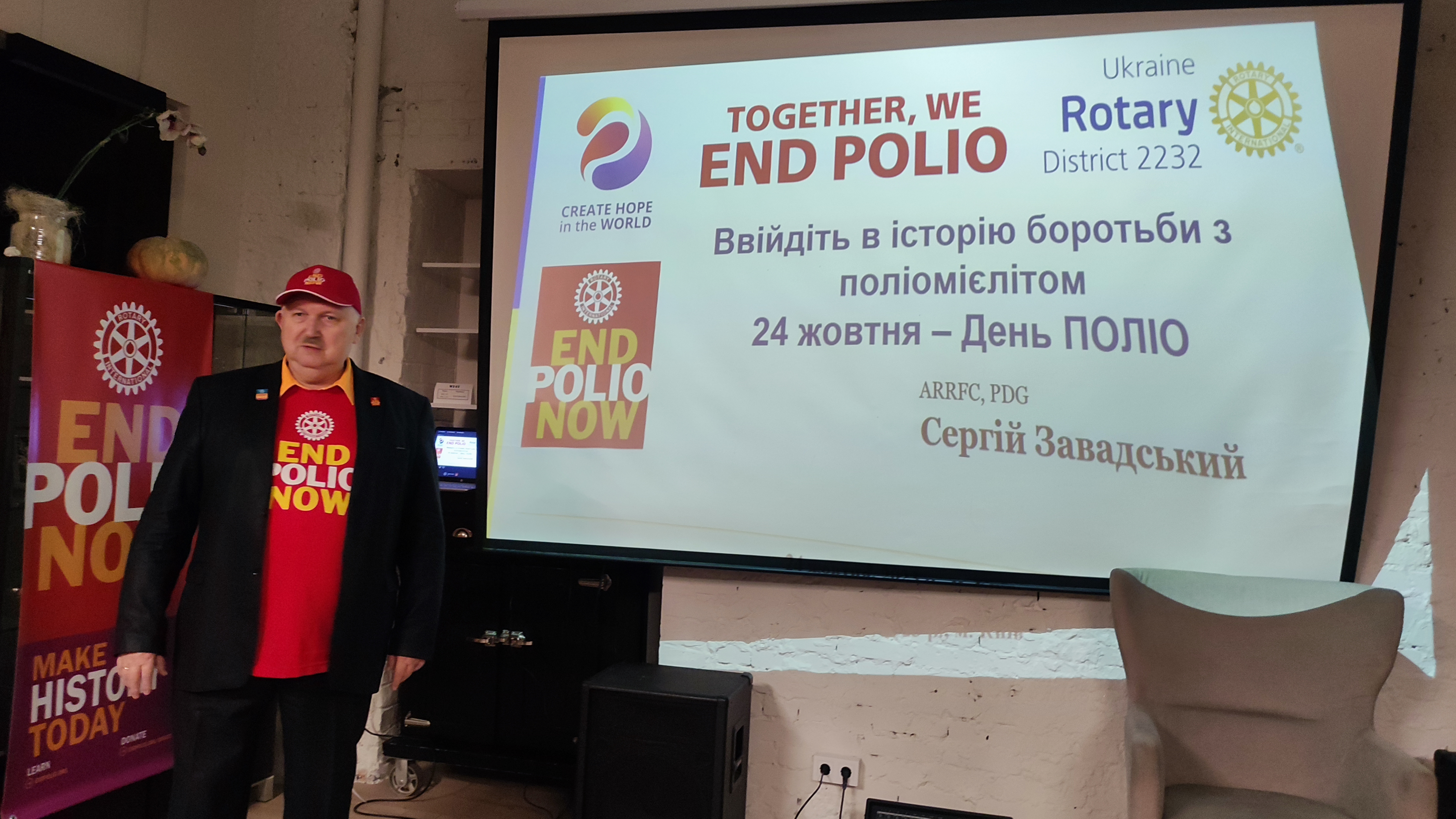
Відзначення Всесвітнього дня боротьби з поліомієлітом ротарійцями в Києві, жовтень 2023

Поліо Плюс — програма метою якої є викорінення такої небезпечної хвороби як поліомієліт у світі. Щороку ротарійці вкладають у цю програму сотні тисяч доларів для проведення профілактичних щеплень з метою імунізації дітей у регіонах з погано розвиненою інфраструктурою, з високим рівнем бідності або країнах охоплених громадянською війною чи іншими конфліктами. Усі ці фактори сприяють поширенню та розповсюдженню поліомієліту. З моменту створення програми Поліо Плюс у 1985 році більше двох мільярдів дітей отримали пероральні вакцини проти поліомієліту. На сьогодні 209 країн, територій та зон в усьому світі є вільними від поліомієліту. Станом на червень 2004 року Ротарі Фонд виділив сумарно понад 500 мільйонів доларів на проведення глобальної вакцинації, з метою викорінення поліомієліту. Крім того Ротарі Фонд отримав ґранти сумарно на 355 мільйонів доларів для проведення програми Поліо Плюс від Фонду Білла і Мелінди Гейтс. Станом на 30 червня 2012 року Фонд Ротарі планує збільшити суму на 200 мільйонів доларів. В результаті на ліквідацію поліомієліту буде залучено ще 555 мільйонів доларів.
Фонд Поліо Плюс. Ґранти, що надаються з рахунків Фонду Поліо Плюс націлені на роботу програми Поліо Плюс на національному та міжнаціональному рівні. Зокрема, національний комітет Поліо Плюс (англ. National PolioPlus Committee) чи інші основні агентства-партнери такі як Всесвітня організація охорони здоров'я і ЮНІСЕФ можуть подати заявку на ці кошти. Фінансова підтримка з боку фонду доступна також для зусиль з викорінення старих та нових ендемічних штамів поліомієліту, у країнах підвищеного ризику. Кошти також виділяють на проведення так званих «національних днів імунізації», моніторингу передачі та поширення вірусу поліомієліту та інших видів діяльності.
Партнери Поліо Плюс — програма, що дозволяє ротаріанцям безпосередньо долучатися до діяльності з ліквідації поліомієліту, роблячи свій власний внесок. Зокрема, ротаріанці долучаються до соціальної мобілізації учасників програми, наглядових функцій у районах поширення ендемічних щодо поліомієліту країн. У 2003—2004 роках було затверджено ґранти на суму 330 тисяч доларів для країн Африки та Південної Азії.

### Гуманітарні програми грантів
До основних програм належать:

Disaster Recovery — програма, що направлена на підготовку та відновлення регіонів уражених різноманітними стихійними явищами. 
District Simplified Grants. Програма ґрантів направлена на підтримку короткострокових проектів у локальних громадах як на місцевому так і на міжнародному рівні. Програма розпочата у 2003—2004 роках. З тих пір було профінансовано проекти в 44 країнах на суму 5,2 мільйонів доларів. 
Health, Hunger and Humanity (3-H) Grants. Підтримка масштабних проектів (2-4 річних), направлених на поліпшення здоров'я, боротьби з голодом або сприяння розвитку людського потенціалу. З 1978 року було профінансовано проекти у 74 країнах на суму 74 мільйони доларів. Станом на 1 липня 2009 року фонд припинив фінансування «3-H ґрантів» за винятком проектів, розроблених для підтримки та розвитку водопостачання та каналізації в Гані, Філіппінах та у Домініканській Республіці. 
Цільові ґранти (Matching Grants). Цільове фінансове забезпечення міжнародних проектів Ротарі клубів та районів. З 1965 було профінансовано понад 20 тисяч цільових ґрантів у 166 країнах на суму понад 198 мільйонів доларів.

### Освітні програми
Посольські стипендії. Фонд підтримує найбільші неурядові та більшість міжнародних стипендій у світі. Стипендіати навчаються у інших країнах (крім власної), де вони працюють неофіційними послами доброї волі. З 1947 року понад 37 тисяч стипендіатів із близько 110 країн отримали стипендії на суму майже 446 мільйонів доларів. 
Group Study Exchange (GSE). Ці щорічні премії надаються у суміжних Ротарі районах для фінансування відряджень чи поїздок груп неротаріанців різних професій. Зокрема, ротаріанцями організовуються 4-6 тижневі маршрути відвідування освітніх та культурних пам'яток. З 1965 року майже 48 тисяч людей у більш ніж 11 тисяч групах із понад 100 країн отримали дані премії загальною вартістю 85 мільйонів доларів. 
Rotary Peace Fellowships. Щорічно 110 стипендіатів, що здобувають ступінь магістра мають можливість за рахунок Ротарі фонду проходити навчання у одному із шести Центрів Міжнародних Ротарі Досліджень у напрямі миру та вирішення конфліктів. У 2003—2004 роках 62 стипендіатів з 26 країн отримали ґранти на загальну суму 3,9 мільйонів доларів на два роки програми. 
Ротарі ґранти для викладачів ВУЗів . Ґранти отримують викладачі вищих навчальних закладів. Ґрант надає можливість викладання в одній із країн світу, що розвивається строком від 3 до 10 місяців. З 1985 року 377 викладачів мали можливість викладати в коледжах та університетах країн, що розвивається. Станом на 1 липня 2009 року Фонд Ротарі припинив фінансування цієї програми.